# Unicumyrmex fushanensis
Unicumyrmex fushanensis (лат.) — вид мелких муравьёв, единственный в составе рода Unicumyrmex из трибы Solenopsidini (подсемейство мирмицины). Эндемик Тайваня.

## Этимология
Родовое название Unicumyrmex происходит от сочетания двух слов: латинского Unicus (уникальный) и греческого myrmex (муравей). Видовое название U. fushanensis происходит от места обнаружения в лесу Фушань (Fushan Experimental Forest).

## Распространение и экология
Северо-восточный Тайвань (уезд Илань; Восточная Азия). Подземный вид муравьёв, обнаруженный в оригинальном естественном широколиственном лесу, расположенном на высоте 900—1100 м над уровнем моря в экспериментальном лесу Фушань на севере Тайваня. Колония была найдена под мхом, растущим на валежном бревне.

## Описание
Мелкие бледно-жёлтые муравьи длиной 2—3 мм. Усики рабочих 11-члениковые (у самцов 12-члениковые). Формула щупиков рабочих и самцов 2,2. Глаза и оцеллии у рабочих отсутствуют. Тело гладкое и блестящее, без скульптуры. Заднегрудь без проподеальных шипиков, округлая. Стебелёк между грудью и брюшком состоит из двух члеников: петиолюса и постпетиолюса (последний чётко отделён от брюшка). Жало хорошо развито.

## Систематика
Вид и род были впервые описан в 2025 году по типовому материалу (рабочие и самцы), обнаруженному на острове Тайвань в 1997 году. Unicumyrmex включён в трибу Solenopsidini (подсемейство мирмицины), где несмотря на отсутствие морфологического сходства он по своим молекулярно-филогенетическим параметрам близок к родам и видам Tyrannomyrmex, Epelysidris brocha и Erromyrma. Однако, внешним видом и бледной окраской он более похож на азиатского Anillomyrma decamera и афротропических Bondroitia и Dolopomyrmex pilatus.
| Род | Формула щупиков | Число зубцов жвал | Расстояние между лобными долями | Срединная щетинка клипеуса | Число члеников усика | Сложные глаза | Метанотальная бороздка | Размер дыхальца проподеума | Стебелёк петиоля |
| --- | --------------- | ----------------- | ------------------------------- | -------------------------- | -------------------- | ------------- | ---------------------- | -------------------------- | ---------------- |
| Anillomyrma | 2,2             | 3—4               | узкое                           | есть                       | 10                   | нет           | слабая                 | мелкий                     | короче узелка    |
| Bondroitia | 2,2             | 4                 | узкое                           | есть                       | 11                   | нет           | глубокая               | крупный                    | длиннее узелка   |
| Dolopomyrmex | 3,2             | 4                 | узкое                           | нет                        | 11                   | нет           | глубокая               | мелкий                     | короче узелка    |
| Unicumyrmex | 2,2             | 4—5               | узкое                           | есть                       | 11                   | нет           | глубокая               | мелкий                     | короче узелка    |
| Источники: Anillomyrma — Eguchi & al. (2009), Bondroitia — Bolton (1987), Dolopomyrmex — Cover & Deyrup (2007), Unicumyrmex — Chung et al. (2025). |                 |                   |                                 |                            |                      |               |                        |                            |                  |